# Grand Mont
Il Grand Mont (2.686 m s.l.m.) è una montagna delle Alpi del Beaufortain nelle Alpi Graie. Si trova in Francia (dipartimento della Savoia).

## Accesso alla vetta
La montagna è una nota meta di escursioni sci-alpinistriche